# Варгас, Рубен
Рубе́н Эстефа́н Ва́ргас Марти́нес (нем. Rubén Estephan Vargas Martínez; род. 5 августа 1998, Адлигенсвиль) — швейцарский футболист, полузащитник клуба «Севилья» и сборной Швейцарии. Участник двух чемпионатов Европы (2020 и 2024) и чемпионата мира 2022.

## Карьера

### Клубная
Рубен начал заниматься футболом в детской команде из своего родного города, «Адлигенсвиль». В 2008 году присоединился к юношескому составу «Люцерна».
27 августа 2017 года нападающий дебютировал в Швейцарской Суперлиге, выйдя на замену во встрече с «Цюрихом». 2 апреля 2018 Варгас отметился первым забитым мячом.
9 августа 2018 провёл первую игру в еврокубках, сыграв с греческим «Олимпиакосом» в отборочном этапе Лиги Европы 2018/19.

### В сборной
Рубен в составе молодёжной сборной Швейцарии принимал участие в матчах отборочного турнира к чемпионату Европы 2019. За основную Сборную Швейцарии дебютировал 8 сентября 2019 года, выйдя на замену в матче Отборочного турнира Чемпионата Европы 2020 против Сборной Гибралтара.